# Дан Каличман
Дан Каличман (21. фебруар 1968) бивши је амерички фудбалер.

## Репрезентација
За репрезентацију Сједињених Америчких Држава дебитовао је 1997. године. За национални тим одиграо је 2 утакмице.

## Статистика
| Сједињене Америчке Државе | Сједињене Америчке Државе | Сједињене Америчке Државе |
| Год.                      | Ута.                      | Гол.                      |
| ------------------------- | ------------------------- | ------------------------- |
| 1997                      | 2                         | 0                         |
| Укупно                    | 2                         | 0                         |